# Braas (Unternehmen)
Die Braas GmbH mit Hauptsitz in Oberursel (Taunus) ist ein Unternehmen der internationalen BMI Group S.A., ein Unternehmen der Standard Industries Inc. Das Unternehmen bietet Dachsteine, vorwiegend aus Beton, Dachziegel aus Ton und komplette Dachsysteme, bestehend aus Unterkonstruktionen, Solarsystemen und Zubehörteilen an.
Seit 1989 lautet der Slogan „Alles gut bedacht“, der als Beispiel für ein dezentes Wortspiel auf semantischer Ebene gilt.

## Geschichte

### Die Gründerjahre
Beeindruckt von Robustheit und Frostbeständigkeit der Cement-Dachpfannen im Alpenraum entwickelte der Unternehmer Rudolf H. Braas Anfang der 1950er Jahre ein Verfahren, das die maschinelle Produktion von Dachpfannen aus Beton ermöglichte. Nachdem die erste von ihm entworfene Dachsteinmaschine noch keinen Durchbruch brachte, führten Kontakte zur britischen Redland Ltd. zum Erfolg. Dort wurden bereits seit 1919 erfolgreich Dachsteine hergestellt. Redland Ltd. erwarb 1954 die Mehrheitsanteile am deutschen Dachziegelhersteller und noch im selben Jahr wurde das Stammwerk des Unternehmens in Heusenstamm bei Frankfurt am Main gebaut. Im Jahr 1953 wurde das sogenannte Strangpressverfahren des englischen Ingenieurs Harold Carter in Betrieb gesetzt.
Hintergrund der Dachstein-Entwicklung war der außerordentlich hohe Bedarf an Baustoffen in der Nachkriegszeit im damaligen West-Deutschland. Das Jahr 1953 gilt als Gründungsjahr des Unternehmens, weil zu diesem Zeitpunkt das erste Stammwerk in Heusenstamm bei Frankfurt am Main errichtet und eröffnet wurde.
Ab 1954 liefen in diesem Werk die ersten Frankfurter Pfannen vom Band. Die Frankfurter Pfanne wurde in der damals noch jungen Bundesrepublik zu einem Synonym für Dachbaustoffe und Wiederaufbau.
Mit der auf zehn Steine pro Quadratmeter ausgelegten Pfanne gelang der Durchbruch. Die Kapazität der Produktion lag in den Anfängen bei nur vierzig Dachsteinen pro Minute. Hauptbestandteile dieser Dachsteine sind Sand, Zement, Wasser und Farbpigmente auf Eisenoxidbasis. Hierzu wurden damals die Rohstoffe in offenen Betonmischern vermengt, wobei der Zement sackweise von Hand und der Sand über eine Balkenwaage zugegeben wurde. Nach diesem Vermischen gelangte das Material in den Vorratsbehälter der Dachsteinmaschine, wo es im Strangpressverfahren weiterverarbeitet wurde. First- und Ortgangsteine, sogenannte Formsteine, wurden auf Handschlagtischen gefertigt. Die geformten Dachsteine wurden dann in einem Autoklav bei etwa 60 Grad Celsius acht bis zwölf Stunden gehärtet und anschließend mittels einer Entschalungsvorrichtung von ihren Unterlagsplatten getrennt.
Durch die ständig steigende Nachfrage wurden in den nächsten Jahren weitere Produktionsstandorte errichtet, was mit zahlreichen Verbesserungen und Erleichterungen in Produktion und Anwendungstechnik einherging. Unter anderem wurden geschlossene Betonmischer mit Entstaubungsvorrichtungen eingeführt und die produktionelle Taktgeschwindigkeit der Dachsteinringe erhöhte sich mit der Zeit auf 100 Stück pro Minute. Weiterhin wurden Ortgang- und Firststeinfertigung automatisiert und mussten nicht mehr Stück für Stück gefertigt werden.
Seit 1954 gibt Braas 30 Jahre Garantie auf Festigkeit und Frostbeständigkeit seiner Dachpfannen und gilt somit als der Vorreiter der Langzeitgarantien für einen Baustoff in Deutschland. In diesem Jahr stellte das Unternehmen 2,4 Millionen Betondachsteine her.
1954 kam durch die Firma Dachziegelwerke Nelskamp mit der Finkenberger Pfanne ein Wettbewerbsprodukt auf den Markt.

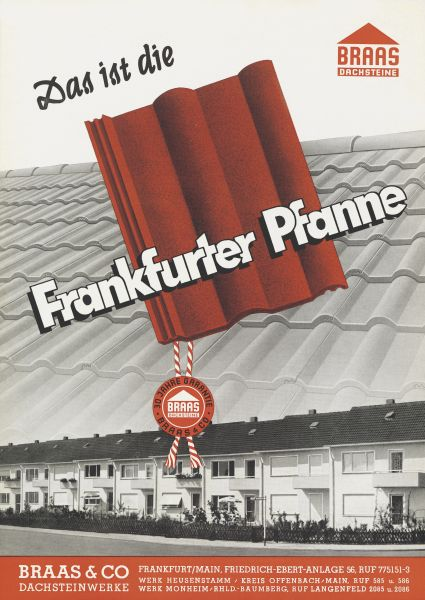
Werbeplakat für die Frankfurter Pfanne aus den Fünfzigerjahren

### Die Expansion
1956 nahm die Braas GmbH & Co KG an der Grenze zwischen den Orten Monheim am Rhein und Baumberg ein neues Werk in Betrieb. Hintergrund der in Monheim erfolgten Ansiedelung war der ohne Fremdstoffe im Überfluss zu findende Rheinkies.
Ab 1963 expandiert Braas mit der Eröffnung seines Standortes im niederländischen Montfoort auch international.
1966 gründete Braas gemeinsam mit der Firma Hofman & Maculan im österreichischen Pöchlarn die Firma Bramac, welche er nach deren Ausscheiden seit 1969 zu gleichen Teilen mit Firma Wienerberger weiterführte.
Seit dem Jahr 1984 war die Braas-Unternehmensgruppe an der Tonindustrie Heisterholz beteiligt.
1989/90 kaufte die Braas GmbH in Heyrothsberge das dortige Betondachsteinwerk von der Treuhandanstalt, riss es ab und errichtete ein modernes Werk für Betondachsteine; das Richtfest war am 27. Juni 1991. 1996 betrug die Tagesproduktion in Heyrothsberge 160.000 Betondachsteine.
1990 band die Braas GmbH im Rahmen einer strategischen Allianz im Bereich Dachziegel das Familienunternehmen RuppKeramik aus Buchen-Hainstadt im Odenwald in das Unternehmen ein, auch weil dieses einen hervorragenden Ton als Rohstoff zu bieten hatte und man damit auch im Bereich Tondachziegel aktiv werden konnte.
Im Oktober 1992 wurde ein zweiter Produktionsstandort von RuppKeramik im sächsischen Obergräfenhain eröffnet, wobei der benötigte Ton überwiegend beim Klinkerhersteller in Narsdorf bei Rochlitz sowie in Eisenberg und Lübschütz bezogen wurde. Ebenfalls im Jahr 1992 wurde im brandenburgischen Karstädt gemeinsam und zu gleichen Teilen mit Unternehmen Meyer-Holsen aus Hüllhorst und der Tonindustrie Heisterholz ein altes DDR-Fliesenwerk von der Treuhandanstalt erworben und als Brandenburger Dachkeramik GmbH & Co. KG (BDK) weitergeführt und erweitert.
1994 stellte das Unternehmen mit 3.000 Mitarbeitern rund 570 Millionen Betondachsteine her.
Per 1. Januar 1996 wurde gemeinsam mit der Redland Plc. die Redland Braas Building Group gegründet und die westeuropäischen Dachbaustoffaktivitäten der Redland PLC mit den Gesellschaften des Braas-Konzerns zusammengefasst.
1997 wurden die Anteile der Brandenburger Dachkeramik GmbH & Co. KG an die Tonindustrie Heisterholz veräußert und die Produktion in Obergräfenhain um zwei weitere Produktionsanlagen erweitert. Im gleichen Jahr präsentierte Braas die Frankfurter Recycling Pfanne, welcher der erste Dachstein war, bei dem der Sandanteil zu 100 % aus Recyclingsand bestand.

### Die Ära Lafarge
Am 6. Januar 1998 wurde Bertrand Collomb, damaliger Vorsitzende der Geschäftsführung der Lafarge S.A., zum neuen Vorsitzenden der Gesellschafterversammlung der Redland Braas Building Group gewählt. Gleichzeitig übernahm Lafarge S.A. das Unternehmen Redland PLC und damit auch die 56,5 % Anteile an der Redland Braas Building Group.
Am 30. September 1999 schied der Geschäftsführer Vertrieb und Marketing Heinz-Jakob Holland bei Braas Dachsysteme GmbH & Co. auf eigenen Wunsch aus. Gerhard Buhlmann, Vorsitzender der Geschäftsführung übernahm kommissarisch die Verantwortung für das Ressort. Neuer Geschäftsführer Vertrieb wurde Dieter Jens.
Im Jahr 1999 übernahm Joachim Gussner, Inhaber der alwitra Flachdachsysteme, die Braas Flachdachsysteme GmbH & Co KG von der Lafarge-Gruppe und firmierte diese 2000 zur FDT Flachdach Technologie GmbH & Co. KG um.
Ab dem Jahr 2000 hatte Lafarge auch alle weiteren Minderheitenanteile übernommen und führte das Unternehmen als Braas Dachsysteme GmbH weiter.
Im gleichen Jahr erfolgte die Übernahme der Tonindustrie Heisterholz, welche in das Tochterunternehmen RuppKeramik eingegliedert wurde und somit die Nummer 1 der Dachziegelhersteller auf dem deutschen Markt darstellte. Heisterholz verfügte seinerzeit über mehrere Produktionslinien am Standort Heisterholz/Petershagen sowie über ein in den Jahren 1995/1996 neu errichtetes Werk in Karstädt zwischen Hamburg und Berlin. Im Vorjahr setzte das Unternehmen 100 Mio. DM um. Der langjährige Heisterholz-Geschäftsführer und geschäftsführende Heisterholz-Gesellschafter Hans-Joachim Rauch begründete den Verkauf mit der Notwendigkeit zum Wachstum, das sich nur mit einem starken Partner realisieren ließe. Nach dem Ausscheiden zweier Gesellschafter aus persönlichen Gründen sei es für eine Familie nicht möglich, dies aufzufangen. Rauch schied aus der aktiven Geschäftsführung aus und brachte seine Erfahrung als stellvertretender Aufsichtsratsvorsitzender sowie als Gesellschafter der RuppKeramik bei Lafarge Roofing ein.
Ab 2001 wurden die Braas Dachsysteme GmbH sowie die RuppKeramik GmbH, als Tochtergesellschaften der Lafarge Roofing in Oberursel und beide Marktführer in ihren Produktbereichen, in zentralen Unternehmensfunktionen, wie z. B. Marketing und Vertrieb, unter dem gemeinsamen Namen Lafarge Dachsysteme GmbH zusammengeführt. Die noch weiterhin bestehende Braas Dachsysteme GmbH und die Lafarge Dachsysteme GmbH wurden bis zum Jahr 2003 vollständig verschmolzen und Verschmelzung sowie die vollständige Umbenennung wurden am 9. Oktober 2002 im Handelsregister unter die Nummer HRB 6681 eingetragen und damit wirksam.
Ab 2002 wurde Rainer Lüttjohann – zuvor Sprecher der Geschäftsführung für das Geschäft des Fensterherstellers Velux GmbH, Hamburg – Vorsitzender der Geschäftsführung der Lafarge Dachsysteme GmbH. Der bisherige CEO der Klöber-Gruppe, seit 30. August 2001 Teil von Lafarge Roofing, Manfred Corthobius wurde neuer Geschäftsführer Vertrieb der Lafarge Dachsysteme. Nach Restrukturierung der Lafarge Dachsysteme scheidet Rainer Lüttjohann, Vorsitzender der Geschäftsführung der Lafarge Dachsysteme, mit Wirkung zum 1. September 2006 aus dem Unternehmen aus. Seine Nachfolge übernimmt Rudolf Rauss, zuvor Direktor Nord & Osteuropa und Mitglied des Executive Committee der Schiedel Gruppe.

### Private Equity Fund PAI Partner / Die Ära Monier
Im Februar 2007 veräußerte die Lafarge SA 65 % des Geschäftsbereiches Dachbaustoffe, Lafarge Roofing, an das französische Equityfondunternehmen PAI partners der BNP Paribas für einen Betrag von 2,4 Milliarden Euro, weitgehend durch Fremdkapital finanziert. Die verbleibenden 35 % hält weiterhin Lafarge. Nach der erfolgten Übernahme änderte in Deutschland der Name Lafarge Dachsysteme GmbH (HRB 6681) ab Januar 2008 in Monier GmbH.
Das Bundeskartellamt verhängte im Dezember 2008 sowie Anfang 2009 gegen die Monier GmbH sowie gegen acht weitere Unternehmen der Tondachziegelbranche erhebliche Geldbußen in Höhe von insgesamt 188 Mio. € wegen der Beteiligung an wettbewerbsbeschränkenden Absprachen bei Tondachziegeln. In 2006 hatte fast die gesamte Branche vereinbart, die Preise durch Erhebung eines sogenannten „Energiekostenzuschlages“ um 4–6 % zu erhöhen.
Das Finanzfonds PAI partners hatte dem Unternehmen zu viele Schulden aufgeladen, sodass es in 2009 von seinen Gläubigern, Apollo Management, TowerBrook, York Capital und BNP Paribas übernommen wurde.

### Börsengang, Übernahme durch Standard Industries, Squeeze out
Im März 2014 änderte die luxemburgische Muttergesellschaft Monier Participations S.à r.l. ihren Firmennamen in Braas Monier Building Group S.à r.l. Anschließend wandelte sie ihre Rechtsform in eine Luxemburger Aktiengesellschaft (Société Anonyme) um und änderte ihren Firmennamen in Braas Monier Building Group S.A. Ihre Geschäfte werden unter dem Handelsnamen Braas Monier oder Braas Monier Building Group geführt.
Zum 25. Juni 2014 ging die Holding-Gesellschaft Braas Monier Building Group S.A mit Sitz in Luxembourg erfolgreich an die Frankfurter Börse. Mit einem Emissionspreis von 24,00 Euro je Aktie betrug die Marktkapitalisierung rund 940 Millionen Euro. Die derzeitigen Haupteigner, überwiegend Hedge-Fonds, blieben nach der Börsengang weiterhin am Unternehmen beteiligt.
Am 1. Juli 2014 wurde die deutsche Monier Braas GmbH in Braas GmbH umbenannt (HRB 6681).
Seit April 2017 gehört das Unternehmen zur US-Unternehmensgruppe Standard Industries. Im Mai 2017 erfolgte ein Börsenrückzug durch Squeeze-out.
Am 1. März 2017 hat die MeinDach GmbH mit der Braas GmbH als herrschendem Unternehmen einen Gewinnabführungsvertrag abgeschlossen.
Die Braas GmbH verfügt heute neben dem Hauptsitz in Oberursel über 16 weitere Standorte in Deutschland und beschäftigt rund 1.000 Mitarbeiterinnen und Mitarbeiter.
Ebenfalls in Oberursel ansässige Firmen der BMI Group sind die BMI Group Services GmbH, die BMI Technical Services GmbH, die Monier Roofing GmbH, die Monier Roofing Components GmbH und die Rupp Keramik GmbH.

## Standorte Braas GmbH
- Oberursel (Hauptverwaltung)
- Idstedt (Lager)
- Rahmstorf (Verkaufsregion/Lager)
- Karstädt (Lager)
- Heisterholz (Verkaufsregion/Lager)
- Berlin (Verkaufsregion)
- Rehfelde (Lager)
- Heyrothsberge (Verkaufsregion/Lager)
- Dülmen (Lager)
- Monheim am Rhein (Verkaufsregion/Lager)
- Obergräfenhain (Lager)
- Heusenstamm (Verkaufsregion/Lager)
- Hainstadt (Verkaufsregion/Lager)
- Östringen (Lager)
- Nürnberg (Verkaufsregion/Lager)
- Mainburg (Verkaufsregion/Lager)
- Altheim (Verkaufsregion/Lager)

## Produktpalette
Die Produktpalette der Braas GmbH umfasst im Jahr 2014
- Dachsteine aus Beton
- Dachziegel
- Dämmung
- Solartechnik (Solarthermie, Photovoltaik und Befestigungssysteme).
- Dachsystemteile
- Aktive Dachbaustoffe

## Services
Zusätzliche Services der Braas GmbH im Jahr 2013:
- Musterpfannenbestellung
- Dachbild-Service
- Bautafel
- Dachsimulator

## Auszeichnungen
- Marke des Jahrhunderts[34]
- Red Dot Design Award[35]
- iF Product Design Award[36]
- NaturePlus Gütesiegel[37]
- Environmental Product Declaration (EPD)[38]